# Musée de l'université d'Helsinki
Le musée de l'université d'Helsinki (finnois : Helsingin yliopistomuseo) est le musée de l'université d'Helsinki.

## Description
Jusqu'en 2014, il était situé dans le bâtiment Arppeanum rue Snellmaninkatu, sur la place du Sénat.
Le musée est installé dans le bâtiment principal de l’université d’Helsinki au 33, rue Fabianinkatu.